# جيمس صموئيل تايلور
جيمس صموئيل تايلور هو سياسي كندي، ولد في 20 يناير 1872 في ليفربول في المملكة المتحدة، وتوفي في 22 ديسمبر 1960. حزبياً، نشط في Co-operative Commonwealth Federation ‏. وقد انتخب عضو مجلس العموم الكندي.